# Dolná Ždaňa

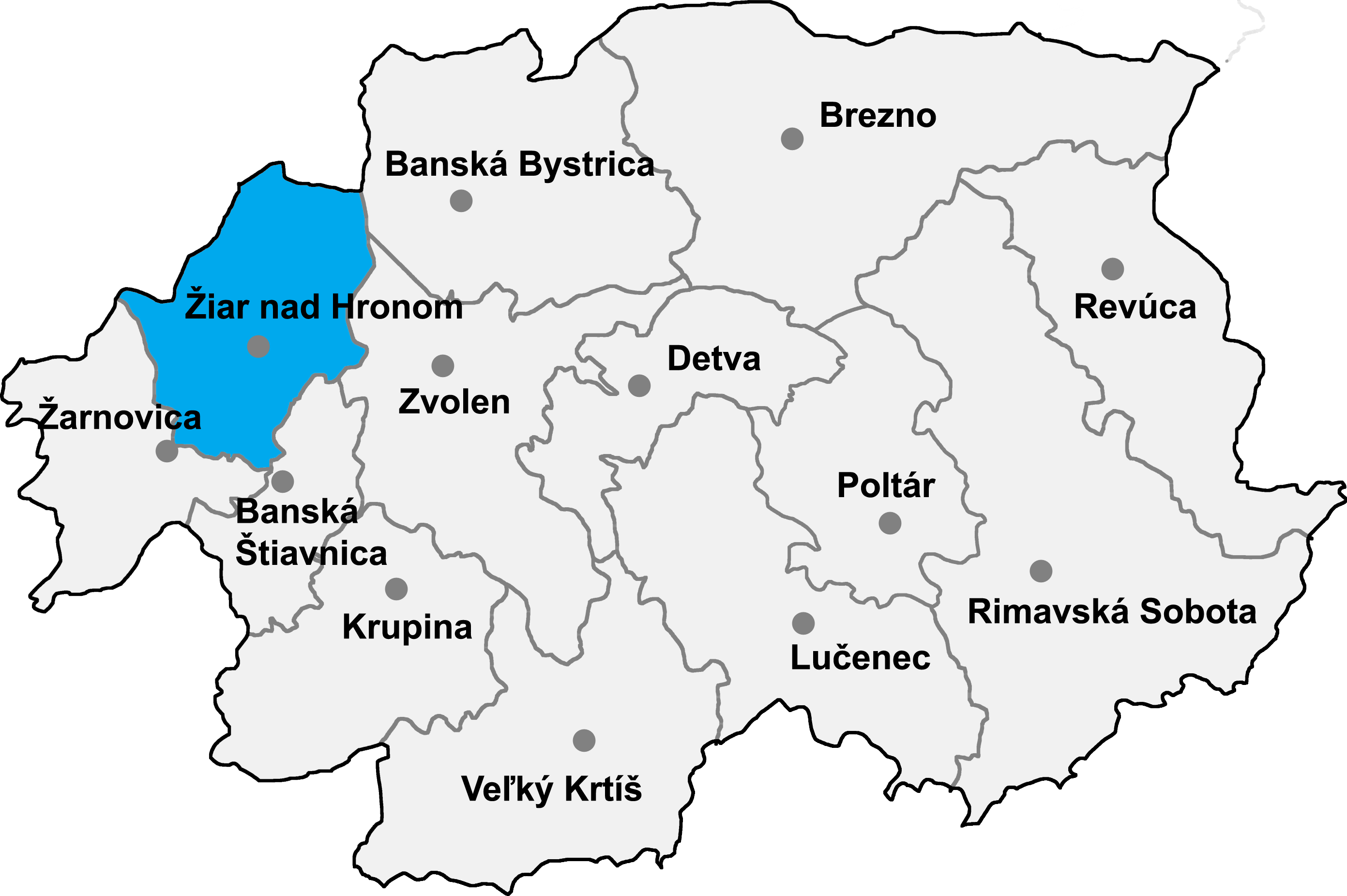

Dolná Ždaňa este o comună slovacă, aflată în districtul Žiar nad Hronom din regiunea Banská Bystrica. Localitatea se află la altitudinea de 239 m deasupra n.m., se întinde pe o suprafață de 19,04 km2 și în 2017 număra 893 de locuitori.

## Istoric
Localitatea Dolná Ždaňa este atestată documentar din 1391.

## Demografie
| An:                | 1994 | 2004    | 2014    | 2024   |
| ------------------ | ---- | ------- | ------- | ------ |
| Număr de persoane: | 597  | 678     | 888     | 878    |
| Diferență:         |      | +13,56% | +30,97% | −1,12% |

| An:                | 2023 | 2024   |
| ------------------ | ---- | ------ |
| Număr de persoane: | 883  | 878    |
| Diferență:         |      | −0,56% |